# Alive 2007
Pour les articles homonymes, voir Alive.
Albums de Daft Punk
Musique Vol. 1: 1993-2005
(2006) Tron : L'Héritage
(2010)
Singles
1. Harder, Better, Faster, Stronger (Alive 2007)
Sortie : 15 octobre 2007

Alive 2007 est le second album live du groupe Daft Punk sorti le 19 novembre 2007,.
Alive 2007 est le deuxième album de concert de Daft Punk, après Alive 1997, et contient leur performance au Palais omnisports de Paris-Bercy à Paris le 14 juin 2007. Une édition spéciale de l'album a été éditée ; elle inclut le rappel du concert sur un deuxième disque, ainsi qu'un livret d'une cinquantaine de pages contenant des photographies de la tournée.
Le premier single de l'album est Harder, Better, Faster, Stronger (Alive 2007), sorti le 15 octobre 2007.
Le 19 décembre 2014, cet album live paraît pour la première fois en édition double vinyle 180 grammes/triple volets.

## Structure
La tournée d'Alive 2007 utilisait le logiciel Ableton Live sur des ordinateurs spécifiquement personnalisés pour le concert. Les Daft Punk accédaient à distance aux instruments avec des contrôleurs MIDI Behringer BCR2000, depuis la pyramide située au centre de la scène. Plusieurs Minimoog Voyager RME étaient également disponibles, lesquels étaient d'après Thomas Bangalter « d'un design vieux de 30 ans ». Des synthétiseurs Moog étaient utilisés pour permettre aux Daft Punk de « mixer, mélanger, déclencher des boucles, filtrer, déformer des samples, équaliser, transposer ou détruire et déconstruire des lignes de synthétiseur. » Pendant les concerts, la majorité des équipements étaient entreposés à l'écart.
L'enregistrement d'Alive 2007 dérive de la performance effectuée au Palais omnisports de Paris-Bercy à Paris le 14 juin 2007. Les comptes-rendus du concert notent que les Daft Punk ont largement manipulé et retravaillé leurs œuvres existantes, comme la chanson Too Long mixée avec un nouvel accompagnement. Les mixes de Television Rules the Nation avec Crescendolls, Around the World avec Harder, Better, Faster, Stronger et Superheroes avec Human After All et Rock N Roll  ont été rapportés comme ayant été bien reçus par le public. Le concert en lui-même a été perçu comme une collection des enregistrements les plus populaires des Daft Punk.
Le rappel du concert utilise des morceaux de deux autres groupes de Thomas Bangalter : Music Sounds Better with You de Stardust et Together de Thomas Bangalter et DJ Falcon. Mais d'autres morceaux sont utilisés et moins visibles, comme The Prime Time of Your Life, Aerodynamic, Phoenix, etc. À noter que le morceau Voyager est plusieurs fois retrouvé à travers le concert mais n'est pas crédité sur l'album. De même, si Steam Machine est bien crédité avec Too Long, il n'est pas indiqué en introduction de Da Funk / Daftendirekt.

## Pistes
| No  | Titre                                                                          | Durée |
| --- | ------------------------------------------------------------------------------ | ----- |
| 1.  | Robot Rock / Oh Yeah                                                           | 6:28  |
| 2.  | Touch It / Technologic                                                         | 5:30  |
| 3.  | Television Rules the Nation / Crescendolls                                     | 4:51  |
| 4.  | Too Long / Steam Machine                                                       | 7:02  |
| 5.  | Around the World / Harder, Better, Faster, Stronger                            | 5:43  |
| 6.  | Burnin' / Too Long                                                             | 7:12  |
| 7.  | Face to Face / Short Circuit                                                   | 4:55  |
| 8.  | One More Time / Aerodynamic                                                    | 6:11  |
| 9.  | Aerodynamic Beats / Forget About the World                                     | 3:32  |
| 10. | The Prime Time of Your Life / The Brainwasher / Rollin' and Scratchin' / Alive | 10:22 |
| 11. | Da Funk / Daftendirekt                                                         | 6:37  |
| 12. | Superheroes / Human After All / Rock'n Roll                                    | 5:41  |
| 13. | Human After All / Together / One More Time / Music Sounds Better With You      | 9:59  |

N.B. : Certains mashups varient selon le concert, par exemple aux concerts de 2006, Technologic est mixée avec Around The World à la fin de Around the World / Harder, Better, Faster, Stronger.

### Disque bonus
1. Rappel - Human After All / Together / One More Time (reprise) / Music Sounds Better with You
2. Vidéo - Harder, Better, Faster, Stronger (Alive 2007)

### Remarques
Si la majorité des titres mixés pendant le concert sont cités dans les titres des morceaux, certains ne le sont pas :
- Au début de la piste 01 Robot Rock / Oh Yeah, on peut entendre un sample de Human After All.
- Au début de la piste 02 Touch It / Technologic, on peut entendre Robot Rock et Oh Yeah.
- Sur la piste 02 Touch It / Technologic et sur la piste 06 Burnin' / Too Long, on peut entendre un même sample de Voyager.
- Au début de la piste 03 Television Rules the Nation / Crescendolls, on peut entendre la voix de Around the World.
- Sur la piste 04 Too Long / Steam Machine, on peut entendre un remix de Tell Me Why de Supermode. À la fin de cette même piste, on peut reconnaître un passage avec des basses juste avant la reprise du beat de Steam Machine déjà utilisé dans l'album Alive 1997, environ à 16 minutes de la fin de leur premier live à Los Angeles, cet effet est également retrouvé sur la piste 11 Da Funk/Daftendirekt à 5:50.
- Au début de cette même piste on entend une boucle de Television Rules the Nation ainsi que la batterie de ce titre durant le reste de la piste.
- Au début de la piste 05 Around the World / Harder, Better, Faster, Stronger, on peut entendre la voix de Steam Machine.
- Sur la piste 07 Face to Face / Short Circuit, on peut entendre en fond un passage répété de Harder, Better, Faster, Stronger.
- Sur la piste 09 Aerodynamic Beats / Forget About the World, on peut entendre les percussions de Phoenix et un sample semblable à un battement de cœur de Nightvision.
- Vers la fin de la piste 09 Aerodynamic Beats / Forget About the World, on peut entendre la voix de The Brainwasher.
- Au début de la piste 11 Da Funk / Daftendirekt, on peut entendre Steam Machine.
- Sur la piste Human After All / Together / One More Time / Music Sounds Better With You, on peut entendre les percussions de Revolution 909, le final de Aerodynamic et le remix de The Prime Time of Your Life par Para One.

## Classement par pays
| Classement (2007)                                          | Meilleure position |
| ---------------------------------------------------------- | ------------------ |
| Australie                                                  | 14                 |
| Belgique (Région flamande)                                 | 6                  |
| Belgique (Région wallonne et Région de Bruxelles-Capitale) | 6                  |
| France                                                     | 2                  |
| Mexique                                                    | 26                 |
| Pays-Bas                                                   | 47                 |
| Suisse                                                     | 17                 |
| États-Unis (Top Electronic Albums)                         | 1                  |
| Royaume-Uni                                                | 86                 |

### Certifications
| Pays      | Organisme | Certification | Vente   |
| --------- | --------- | ------------- | ------- |
| Australie | ARIA      | Or.           | 35 000  |
| France    | SNEP      | 3 × Platine   | 200 000 |